# Gran Premi d'Abu Dhabi del 2012
El Gran Premi d'Abu Dhabi de Fórmula 1 de la temporada 2012 s'ha disputat al Circuit de Yas Marina, del 2 al 4 de novembre del 2012.

## Resultats de la qualificació
| Pos                   | No | Pilot              | Constructor           | Part 1   | Part 2   | Part 3   | Sortida |
| --------------------- | -- | ------------------ | --------------------- | -------- | -------- | -------- | ------- |
| 1                     | 4  | Lewis Hamilton     | McLaren-Mercedes      | 1:41.497 | 1:40.901 | 1:40.630 | 1       |
| 2                     | 2  | Mark Webber        | Red Bull-Renault      | 1:41.933 | 1:41.277 | 1:40.987 | 2       |
| EX                    | 1  | Sebastian Vettel   | Red Bull-Renault      | 1:42.160 | 1:41.511 | 1:41.073 | PL1     |
| 3                     | 18 | Pastor Maldonado   | Williams-Renault      | 1:41.981 | 1:41.907 | 1:41.226 | 3       |
| 4                     | 9  | Kimi Räikkönen     | Lotus F1 Team-Renault | 1:42.222 | 1:41.532 | 1:41.260 | 4       |
| 5                     | 3  | Jenson Button      | McLaren-Mercedes      | 1:42.342 | 1:41.873 | 1:41.290 | 5       |
| 6                     | 5  | Fernando Alonso    | Ferrari               | 1:41.939 | 1:41.514 | 1:41.582 | 6       |
| 7                     | 8  | Nico Rosberg       | Mercedes GP           | 1:41.926 | 1:41.698 | 1:41.603 | 7       |
| 8                     | 6  | Felipe Massa       | Ferrari               | 1:41.974 | 1:41.846 | 1:41.723 | 8       |
| 9                     | 10 | Romain Grosjean    | Lotus F1 Team-Renault | 1:42.046 | 1:41.620 | 1:41.778 | 9       |
| 10                    | 12 | Nico Hülkenberg    | Force India-Mercedes  | 1:42.579 | 1:42.019 |          | 10      |
| 11                    | 15 | Sergio Pérez       | Sauber-Ferrari        | 1:42.624 | 1:42.084 |          | 11      |
| 12                    | 11 | Paul di Resta      | Force India-Mercedes  | 1:42.572 | 1:42.218 |          | 12      |
| 13                    | 7  | Michael Schumacher | Mercedes GP           | 1:42.735 | 1:42.289 |          | 13      |
| 14                    | 19 | Bruno Senna        | Williams-Renault      | 1:43.298 | 1:42.330 |          | 14      |
| 15                    | 14 | Kamui Kobayashi    | Sauber-Ferrari        | 1:43.582 | 1:42.606 |          | 15      |
| 16                    | 16 | Daniel Ricciardo   | Toro Rosso-Ferrari    | 1:43.280 | 1:42.765 |          | 16      |
| 17                    | 17 | Jean-Éric Vergne   | Toro Rosso-Ferrari    | 1:44.058 |          |          | 17      |
| 18                    | 20 | Heikki Kovalainen  | Caterham-Renault      | 1:44.956 |          |          | 18      |
| 19                    | 25 | Charles Pic        | Marussia-Cosworth     | 1:45.089 |          |          | 19      |
| 20                    | 21 | Vitali Petrov      | Caterham-Renault      | 1:45.151 |          |          | 20      |
| 21                    | 24 | Timo Glock         | Marussia-Cosworth     | 1:45.426 |          |          | 21      |
| 22                    | 22 | Pedro de la Rosa   | HRT-Cosworth          | 1:45.766 |          |          | 22      |
| 23                    | 23 | Narain Karthikeyan | HRT-Cosworth          | 1:46.382 |          |          | 23      |
| temps 107% : 1:48.601 |    |                    |                       |          |          |          |         |
| Font:                 |    |                    |                       |          |          |          |         |

Notes
^1  — Sebastian Vettelva ser exclòs de la graella de sortida tot i haver fet el tercer millor temps per no arribar amb prou benzina per fer les mostres al box. els comissaris de cursa li van permetre prendre la sortida des del pit lane. Al sortir des del pit, Red Bulla va optar per realitzar tot de canvis en el set-up del cotxe.

## Resultats de la Cursa
| Pos   | No | Pilot              | Constructor           | Voltes | Temps / Retirada        | Pos.Sortida | Punts |
| ----- | -- | ------------------ | --------------------- | ------ | ----------------------- | ----------- | ----- |
| 1     | 9  | Kimi Räikkönen     | Lotus F1 Team-Renault | 55     | 1h 45' 58. 667          | 4           | 25    |
| 2     | 5  | Fernando Alonso    | Ferrari               | 55     | + 0.852 s               | 6           | 18    |
| 3     | 1  | Sebastian Vettel   | Red Bull-Renault      | 55     | + 4.163 s               | PL          | 15    |
| 4     | 3  | Jenson Button      | McLaren-Mercedes      | 55     | + 7.787 s               | 5           | 12    |
| 5     | 18 | Pastor Maldonado   | Williams-Renault      | 55     | + 13.007 s              | 3           | 10    |
| 6     | 14 | Kamui Kobayashi    | Sauber-Ferrari        | 55     | + 20.076 s              | 15          | 8     |
| 7     | 6  | Felipe Massa       | Ferrari               | 55     | + 22.896 s              | 8           | 6     |
| 8     | 19 | Bruno Senna        | Williams-Renault      | 55     | + 23.542 s              | 14          | 4     |
| 9     | 11 | Paul di Resta      | Force India-Mercedes  | 55     | + 24.160 s              | 12          | 2     |
| 10    | 16 | Daniel Ricciardo   | Toro Rosso-Ferrari    | 55     | + 7.463 s               | 16          | 1     |
| 11    | 7  | Michael Schumacher | Mercedes GP           | 55     | + 28.075 s              | 13          |       |
| 12    | 17 | Jean-Éric Vergne   | Toro Rosso-Ferrari    | 55     | + 34.906 s              | 17          |       |
| 13    | 20 | Heikki Kovalainen  | Caterham-Renault      | 55     | + 47.764 s              | 18          |       |
| 14    | 24 | Timo Glock         | Marussia-Cosworth     | 55     | + 56.473 s              | 21          |       |
| 15    | 15 | Sergio Pérez       | Sauber-Ferrari        | 55     | + 56.768 s              | 11          |       |
| 16    | 21 | Vitali Petrov      | Caterham-Renault      | 55     | + 1' 04.595 min.        | 20          |       |
| 17    | 22 | Pedro de la Rosa   | HRT-Cosworth          | 55     | + 1' 11.778 min.        | PL1         |       |
| Ret   | 25 | Charles Pic        | Marussia-Cosworth     | 41     | Motor                   | 19          |       |
| Ret   | 10 | Romain Grosjean    | Lotus F1 Team-Renault | 37     | Col·lisió               | 9           |       |
| Ret   | 2  | Mark Webber        | Red Bull-Renault      | 37     | Col·lisió               | 2           |       |
| Ret   | 4  | Lewis Hamilton     | McLaren-Mercedes      | 19     | Pressió del combustible | 1           |       |
| Ret   | 23 | Narain Karthikeyan | HRT-Cosworth          | 7      | Col·lisió               | 23          |       |
| Ret   | 8  | Nico Rosberg       | Mercedes GP           | 7      | Col·lisió               | 7           |       |
| Ret   | 12 | Nico Hülkenberg    | Force India-Mercedes  | 0      | Col·lisió               | 10          |       |
| Font: |    |                    |                       |        |                         |             |       |

Notes:
- ^1  — Pedro de la Rosa va tenir problemes a la volta de formació i va haver de prendre la sortida des del pit lane darrere de Sebastian Vettel.

## Classificació del mundial després de la cursa
| Pos | Pilot            | Punts |
| --- | ---------------- | ----- |
| 1   | Sebastian Vettel | 255   |
| 2   | Fernando Alonso  | 245   |
| 3   | Kimi Räikkönen   | 198   |
| 4   | Mark Webber      | 167   |
| 5   | Lewis Hamilton   | 165   |

| Pos | Constructor           | Punts |
| --- | --------------------- | ----- |
| 1   | Red Bull-Renault      | 422   |
| 2   | Ferrari               | 340   |
| 3   | McLaren-Mercedes      | 318   |
| 4   | Lotus F1 Team-Renault | 288   |
| 5   | Mercedes GP           | 136   |

- Nota: Nomes s'inclouen els 5 primers de cada classificació. Per veure-la completa aneu a Temporada 2012 de Fórmula 1

## Altres
- Pole: Lewis Hamilton 	1' 40. 630
- Volta ràpida: Sebastian Vettel 	1' 43. 964 (a la volta 54)